# Lista Państwowa
Lista Państwowa (hebr. רשימה ממלכתית, Reshima Mamlakhtit) – izraelska partia polityczna działająca w latach 1969–1973. Mimo że została założona przez Dawida Ben Guriona, jednego z „ojców” izraelskiej lewicy, ugrupowanie to jest jednym z „przodków” Likudu, największego prawicowego ugrupowania w Izraelu.

## Historia
Lista Państwowa została utworzona przez Ben Guriona przed wyborami 1969 roku po tym, jak jego poprzednia partia, Rafi weszła w skład Koalicji Pracy, wbrew jego woli.
Nowe ugrupowanie zdobyło cztery miejsca w Knesecie. Poza Ben Gurionem zasiedli w nim Me’ir Awizohar, Isser Harel i Jigga’el Hurwic. Podczas kadencji, Awizohar opuścił partię i wstąpił do Koalicji Pracy. Sam Ben Gurion zrezygnował z mandatu w 1970 i został zastąpiony przez Zalmana Szowala.
Pozbawiona przywództwa Ben Guriona, partia zaczęła się rozpadać. Przed wyborami 1973 roku, połączyła się z Gahalem, Wolnym Centrum i pozaparlamentarnym Ruchem na rzecz Wielkiego Izraela tworząc Likud. Nowa partia zdobyła 39 miejsc (do parlamentu weszli Hurwic i Szowal).
W czasie trwania kadencji z Likudu odeszli Hurwic, Szowal i Jicchak Perec, tworząc nowe ugrupowanie: Rafi – Lista Państwowa. Później Perec wyszedł również z tego ugrupowania i powołał Listę Państwową na nowo. Jednak żywot tego tworu był bardzo krótki – po 12 dniach Perec ponownie wstąpił do Likudu.